# Sunita Williams
Sunita Williams (født 19. september 1965) er NASA astronaut. Hun har fløjet én rummission, hvor hun blev opsendt med Discovery i december 2006, var medlem af to stambesætninger på Den Internationale Rumstation (ekspedition 14 og 15) i træk, og landede i juni 2007 med Atlantis.
Williams har slået et par rekorder; dels at være den kvinde der har være længst tid i rummet, og dels i at være den kvinde der har været længst tid på rumvandring. Hun slog Shannon Lucids rekord i 2007 for længst tid i rummet. Begge rekorder er overtaget af Peggy Whitson i 2008.
Februar 2008 blev Sunita Williams udnævnt som stedfortræder for Steven Lindsey der er chef for NASA's astronautkorps.